# 罗尔德·希尔丁·弗里克塞尔

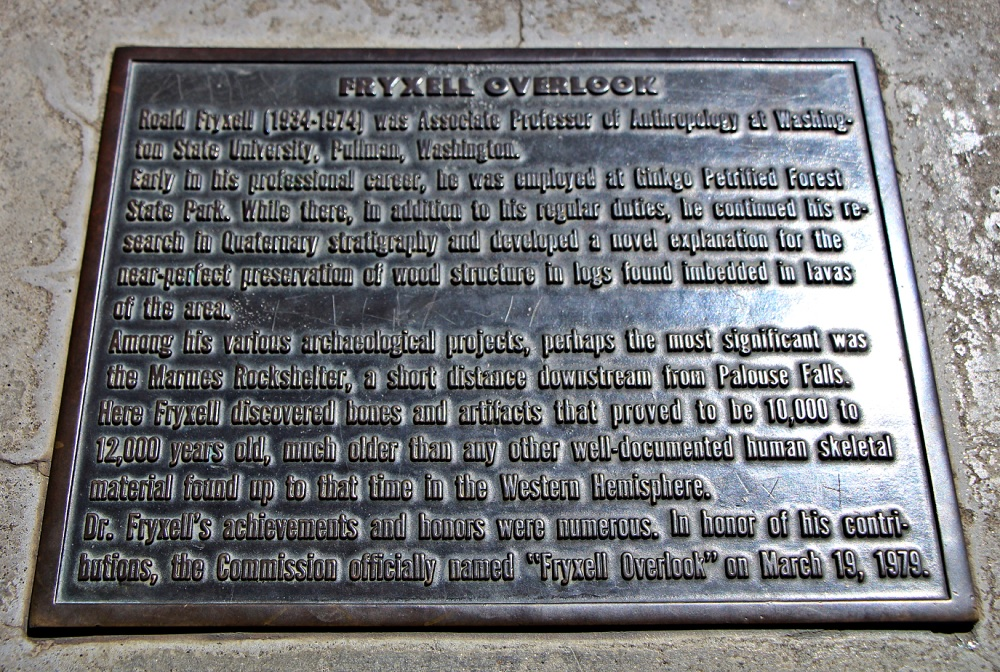
镌刻在帕卢斯瀑布州立公园弗里克塞尔高地上的罗尔德·弗里克塞尔纪念牌匾

罗尔德·希尔丁·弗里克塞尔（英語：Roald Hilding Fryxell，1934年2月18日—1974年5月18日），美国教育家、地质学家暨考古学家。

## 背景
罗尔德·希尔丁·弗里克塞尔的父亲弗里肖夫·弗里克塞尔是一名地质学家暨教授，母亲里贾纳·霍尔曼·弗里克塞尔则是一位风琴师兼音乐教师，二人都为伊利诺伊州奥古斯塔那学院教员。
1956年罗尔德·希尔丁·弗里克塞尔在该学院获得了地质专业学位，1971年在爱达荷大学取得博士学位。

## 事业
弗里克塞尔博士也被朋友们称作“弗里克斯”，他后来成为华盛顿州立大学地质年代学教授，较为出色的是他在地质考古方面的跨学科工作。上世纪60年代，弗里克塞尔与美国地质调查局两名成员在国家科学基金会的资助下，对位于墨西哥普埃布拉州巴尔塞基略盆地北岸一处名为"霍亚勒克"(Hueyatlaco)的考古遗址进行了发掘研究，发现了一些25万年前的石器工具，但考古界对这一发现普遍持有极大的怀疑态度。
1968年弗里克塞尔作为首席调查人同华盛顿州立大学的理查德·道格尔特(Richard Daugherty)共同对位于华盛顿东南斯内克河与帕卢斯河交汇处附近洪泛平原上的马尔莫石窟(Marmes Rockshelter)进行了发掘。在该遗址中挖掘出一些距今12000年，西半球最古老的人类遗骸。
1971年他被选入休斯敦地质专家组，专门研究分析阿波罗飞船从月球带回的岩石，他也曾为宇航局设计过月岩采样仪。月球上的弗里克塞尔陨石坑就是以他的名字命名的。
1974年弗莱克塞尔因车祸去世，他的家人选择设立弗莱克塞尔奖来纪念他，由美国考古学会每年颁发给一位贡献突出的跨学科科学家。美国考古学会还在大会期间固定举办一次弗里克塞尔专题会。一处位于帕洛斯瀑布的高地石洞也以他的名字命名，同样的还有伊利诺斯州奥古斯塔纳学院的罗尔德·希尔丁·弗里克塞尔奖学金；而华盛顿州立大学的同事则为人类学系设立了罗尔德·弗里克塞尔出版基金
。